# Mizo
El mizo és una llengua tibetobirmana parlada a l'Estat del Mizoram, a l'Índia, així com als estats veïns de l'Assam i del Manipur. Té aproximadament 540.000 parlants del poble mizo. Una petita part de ells viu fora de l'Índia, a Myanmar i a Bangladesh.
La llengua també s'anomena lushai, un terme del colonialisme, perquè el poble lushei fou el primer de la regió a tenir exposició als britànics. Encara que el terme lushai (o lusei, lushei) encara s'usa amb freqüència, és considerat incorrecte pel poble mizo. Gran part de la poesia en aquesta llengua es derivà de les llengües lai (pawi), de la llengua paite i de la hmar, i els poemes més antics considerats com a mizo són en Pawi (Lai).

## Escriptura
L'alfabet mizo està basat en l'alfabet llatí i consta de 25 lletres:
| Lletra | a                 | aw                | b                 | ch                | d                 | e                 | f                 | g                 | ng                | h                 | i                 | j                 | k                 |
| Nom    | escolteu (?·pàg.) | escolteu (?·pàg.) | escolteu (?·pàg.) | escolteu (?·pàg.) | escolteu (?·pàg.) | escolteu (?·pàg.) | escolteu (?·pàg.) | escolteu (?·pàg.) | escolteu (?·pàg.) | escolteu (?·pàg.) | escolteu (?·pàg.) | escolteu (?·pàg.) | escolteu (?·pàg.) |

| Lletra | l                 | m                 | n                 | o                 | p                 | r                 | s                 | t                 | ṭ                 | u                 | v                 | z                 |
| Nom    | escolteu (?·pàg.) | escolteu (?·pàg.) | escolteu (?·pàg.) | escolteu (?·pàg.) | escolteu (?·pàg.) | escolteu (?·pàg.) | escolteu (?·pàg.) | escolteu (?·pàg.) | escolteu (?·pàg.) | escolteu (?·pàg.) | escolteu (?·pàg.) | escolteu (?·pàg.) |

En la seva forma actual, l'alfabet fou ideat pels primers missioners cristians de Mizoram, Rev. J.H.Lorrain i Rev. F.W.Savidge basant-se en el sistema de Hunter de transliteració.
Posteriorment fou afegit un circumflex ^ a les vocals per tal d'indicar les vocals llargues, és a dir, â, ê, î, ô, û, cosa que no fou suficient per expressar completament el to mizo. Algunes publicacions, com el diari Vanglaini o la revista Kristian Ṭhalai, van començar a utilitzar á, à, ä, é, è, ë, í, ì, ï, ó, ò, ö, ú, ù, ü per indicar les entonacions llargues. Tanmateix, aquests signes no aconsegueixen diferenciar les entonacions dels tons curts.

## Classificació interna
Dins de les llengües tibetobirmanes, el mizo forma part del subgrup central de les llengües kuki-chin.

## Fonologia
Les següents taules mostren l'inventari dels fonemes consonàntics i vocàlics del dialecte del Nord del mizo.

### Vocals
|         | Anterior | Central | Posterior |
| ------- | -------- | ------- | --------- |
| Tancada | i [i]    |         | u [u]     |
| Mitjana | e [e]    |         | o [o]     |
| Oberta  |          | a [a]   |           |

|            |                | Labiales | Dentals | Alveolars | Alveolars | Dorsals | Glottales |
| ---------- | -------------- | -------- | ------- | --------- | --------- | ------- | --------- |
| Centrals   | Laterals       | Labiales | Dentals | Velars    |           |         | Glottales |
| Oclusives  | Sordes         | p [p]    | [t]     |           |           | [k]     | [ʔ]       |
| Oclusives  | aspirades      | ph [pʰ]  | th [tʰ] |           |           | kh [kʰ] |           |
| Oclusives  | Sonores        | b [b]    | d [d]   |           |           |         |           |
| Africades  | Sordes         |          |         | ts [t͡s]   |           |         |           |
| Africades  | aspirades      |          |         | tsh [t͡sʰ] |           |         |           |
| Africades  | Laterals       |          |         | tl [t͡l]   |           |         |           |
| Africades  | Lat. aspirades |          |         | tlh [t͡lʰ] |           |         |           |
| Africades  | Bategant       |          |         | tr [t͡r]   |           |         |           |
| Africades  | Bat. aspirades |          |         | trh [t͡rʰ] |           |         |           |
| Fricatives | sordes         | f [f]    | s [s]   |           |           |         | h [h]     |
| Fricatives | sonores        | v [v]    | z [z]   |           | l [l]     |         |           |
| Nasals     | Simples        | m [m]    | n [n]   |           |           | ŋ [ŋ]   |           |
| Nasals     | aspirada       | hm [ʰm]  | hn [ʰn] |           |           | hŋ [ʰŋ] |           |
| líquida    | Simples        |          |         | r [r]     | l [l]     |         |           |
| líquida    | aspirada       |          |         | hr [ʰr]   | lh [ʰl]   |         |           |
| líquida    | Glotals        |          |         | rʔ [rʔ]   | lʔ [lʔ]   |         |           |

### Tons
El mizo és una llengua tonal que posseeix quatre tons: alt, baix, descendent i ascendent. Dos tons suplementaris es redueixen i tenen les qualitats altes i baixes.

## Exemples
Mi zawng zawng hi zalèna piang kan ni a, zahawmna leh dikna chanvoah intluk tlâng vek kan ni. Chhia leh ṭha hriatna fîm neia siam kan nih avangin kan mihring puite chungah inunauna thinlung kan pu tlat tur a ni.
(català) Tots els éssers humans neixen lliures i iguals en dignitat i en drets. Són dotats de raó i de consciència, i han de comportar-se fraternalment els uns amb els altres. (Article 1 de la Declaració Universal dels Drets Humans).

### Algunes paraules i frases en mizo
| Mizo                 | Català              | Mizo         | Català         |
| -------------------- | ------------------- | ------------ | -------------- |
| Ka läwm e            | Gràcies             | Ru           | Furtar         |
| I dam mâw/I dam em?  | Com estàs?          |              |                |
| Tui                  | Aigua               | Thar         | Nou            |
| Châw                 | Menjar              | Lian         | Gran           |
| Sanghâ               | Peix                | Pê           | Donar          |
| Rûl                  | Serp                | Sakei        | Tigre          |
| Khúa                 | Poble/Ciutat        | Lal          | Cap/Senyor/Rei |
| Ní                   | Dia/El Sol          | Sikeisen     | Mart           |
| Thlà                 | Lluna/mes           | Chawngmawii  | Venus          |
| Kum                  | Any/edat            | Hrangchhuana | Júpiter        |
| Ṭhà mâw? (informal)  | Com estàs?/Què tal? | Tukṭhuan     | Esmorzar       |
| Vàn                  | Cel                 | Chhum        | Núvol          |
| Boruak               | Aire                | Khu          | Fum            |
| Thlawh(theih)na      | Avió                | Arsi         | Estrella       |
| Ṭumhmun              | Aeroport            | Mei          | Foc            |
| Zin                  | Viatjar             | Ui           | Gos            |
| Lei                  | Terra               | Hmul         | Ploma          |
| Khawvel              | Món                 |              |                |
| Thlà                 | La Lluna            |              |                |
| Lû                   | Cap (part del cos)  |              |                |
| Mit                  | Ull                 |              |                |
| Kâ                   | Boca                |              |                |
| Khabè                | Barbeta             |              |                |
| Beng                 | Orella              |              |                |
| Hnar                 | Nas                 |              |                |
| Mi                   | Gent/Persones       |              |                |
| Sâ                   | Carn                |              |                |
| Engtin?/Engtiangin?  | Com?                |              |                |
| Mangṭha              | Bona nit            |              |                |
| Dár engzât nge?      | Quina hora és?      |              |                |
| Thingpui             | Te                  |              |                |
| Khaw'nge i kal dáwn? | On vas?             |              |                |
| Dam takin [(u) le]   | Adéu/Aneu en pau    |              |                |
| Engtikah?            | Quan?               |              |                |
| Khawiah?             | On?                 |              |                |
| Eng(nge)?            | Què?                |              |                |
| Amaherawhchu         | Tot i això          |              |                |

### Nombres cardinals
| (Pa)khat       | U            |
| (Pa)hnih       | Dos          |
| (Pa)thum       | Tres         |
| (Pa)li         | Quatre       |
| (Pa)ngá        | Cinc         |
| (Pa)ruk        | Sis          |
| (Pa)sarih      | Set          |
| (Pa)riat       | Vuit         |
| (Pa)kua        | Nou          |
| Sàwm           | Deu          |
| Sàwmpakhat     | Onze         |
| Sàwmpakua      | Dinou        |
| Sawmhnih       | Vint         |
| Sawmthum       | Trenta       |
| Sawmküa        | Noranta      |
| Zà             | Cent         |
| Zangá          | Cinc-cents   |
| Säng(khat)     | Mil          |
| Sïng(khat)     | Deu mil      |
| Nûai(khat)     | Cent mil     |
| Maktadûai      | Un milió     |
| Vaibelchhia    | Deu milions  |
| Vaibelchhetak  | Cent milions |
| Tlûklehdingäwn | Mil milions  |